# Free on-line dictionary of computing
Free on-line dictionary of computing, FOLDOC, är ett sökbart Internet-baserat uppslagsverk för datortermer. Det startades 1985 av Denis Howe, och serverplatsen ägs av Imperial College, London.  Howe har arbetat som huvudredaktör sedan uppslagsverket grundades.
FOLDOC publiceras under GNU Free Documentation License, version 1.1 eller valfri senare version publicerad av Free Software Foundation; utan invarianta sektioner, fram- eller baksidestexter.